# Route nationale 778
Pour les articles homonymes, voir Route 778.
La route nationale 778 ou RN 778 était une route nationale française reliant Saint-Brieuc à Meucon. À la suite de la réforme de 1972, le tronçon de Saint-Brieuc à Loudéac a été d'abord renuméroté RN 168 avant d'être déclassé en RD 790 entre Saint-Brieuc et  Plaintel et en RD 700 entre Plaintel et Loudéac et celui de Loudéac à Meucon a été déclassé en RD 778.

## Ancien tracé de Saint-Brieuc à Meucon (D 790, D 700 & D 778)
- Saint-Brieuc D 790
- Ploufragan
- Saint-Julien
- Plaintel D 700
- L'Hermitage-Lorge
- Saint-Hervé
- Loudéac D 778
- La Chèze
- Saint-Étienne-du-Gué-de-l'Isle
- Les Forges
- Josselin, où elle rencontrait la RN 24
- Guéhenno
- Saint-Jean-Brévelay
- Meucon